# Pepenga Pengo
Pepenga Pengo (ぺぺんがＰＥＮＧＯ?), también conocido como Pengo, es un videojuego de laberintos remasterizado para Mega Drive que Sega publicó, solo en Japón, en diciembre de 1995. Está relacionado con el videojuego Pengo.
- Datos: Q16618060